# حاجی‌آباد (خواف)
 حاجی‌آباد، روستایی است از توابع بخش سلامی و در شهرستان خواف استان خراسان رضوی ایران.

## جمعیت
این روستا در دهستان بالاخواف قرار داشته و بر اساس سرشماری سال ۱۳۸۵ جمعیت آن (۶۳خانوار) ۲۵۱نفر
بوده‌است.